# ماری هارف
مری الیزابت هارف (به انگلیسی: Mary Elizabeth Harf) زاده ۱۹۸۱ میلادی یک سیاست‌مدار آمریکایی است. وی از سال ۲۰۱۳ به عنوان معاون سخنگوی وزارت امور خارجه آمریکا معرفی شده است.
هارف اصالتاً اهل ایالت اوهایو در آمریکاست، و دانش آموخته کارشناسی ارشد روابط بین‌الملل از دانشگاه ویرجینیا است. قبل از تصدی مقام کنونی او مشاور رسانه‌ای در سازمان سی آی ای بود.
هارف در سال ۲۰۱۲ با جاشوا پل لوکاس از دانشگاه ییل ازدواج کرد.